# Horst Arndt (Anglist)
Horst Arndt (* 17. August 1929 in Duisburg; † 26. August 2016 in Köln-Lindenthal) war ein deutscher Anglist.

## Leben
Nach dem Abitur 1950 studierte er in Münster, Sheffield und München Anglistik, Germanistik und Amerikanistik. Nach der Promotion 1957 in München war er von 1957 bis 1964 Studienrat in Essen. Ab 1966 lehrte er am Seminar für Englische Sprache und ihre Didaktik der „Pädagogischen Hochschule Rheinland, Abteilung Köln“ mit dem Schwerpunkt Linguistik, zunächst als außerordentlicher Professor, ab 1968 als Ordinarius. Von 1970 bis 1972 und 1975 war er zudem Dekan an der Pädagogischen Hochschule. Die Emeritierung erfolgte 1992.

## Schriften (Auswahl)
- Eugene O’Neills antitraditionalistische Gesellschaftskritik. 1956, OCLC 73955449.
- mit Richard Wayne Janney: InterGrammar. Toward an integrative model of verbal, prosodic and kinesic choices in speech. Berlin 1987, ISBN 3-11-011244-2.